# Katherine David
Katherine “Kate” David Céspedes (San Ignacio de Velasco, 22 ottobre 1988) è una modella boliviana, vincitrice del concorso Miss Bolivia 2007.
Successivamente, la modella ha rappresentato la propria nazione in vari concorsi di bellezza internazionali, fra cui si possono segnalare fra i più importanti Miss Tourism Queen International 2008 e Miss Universo 2008, dove però non è riuscita a classificarsi.